# Mestre de Pedret

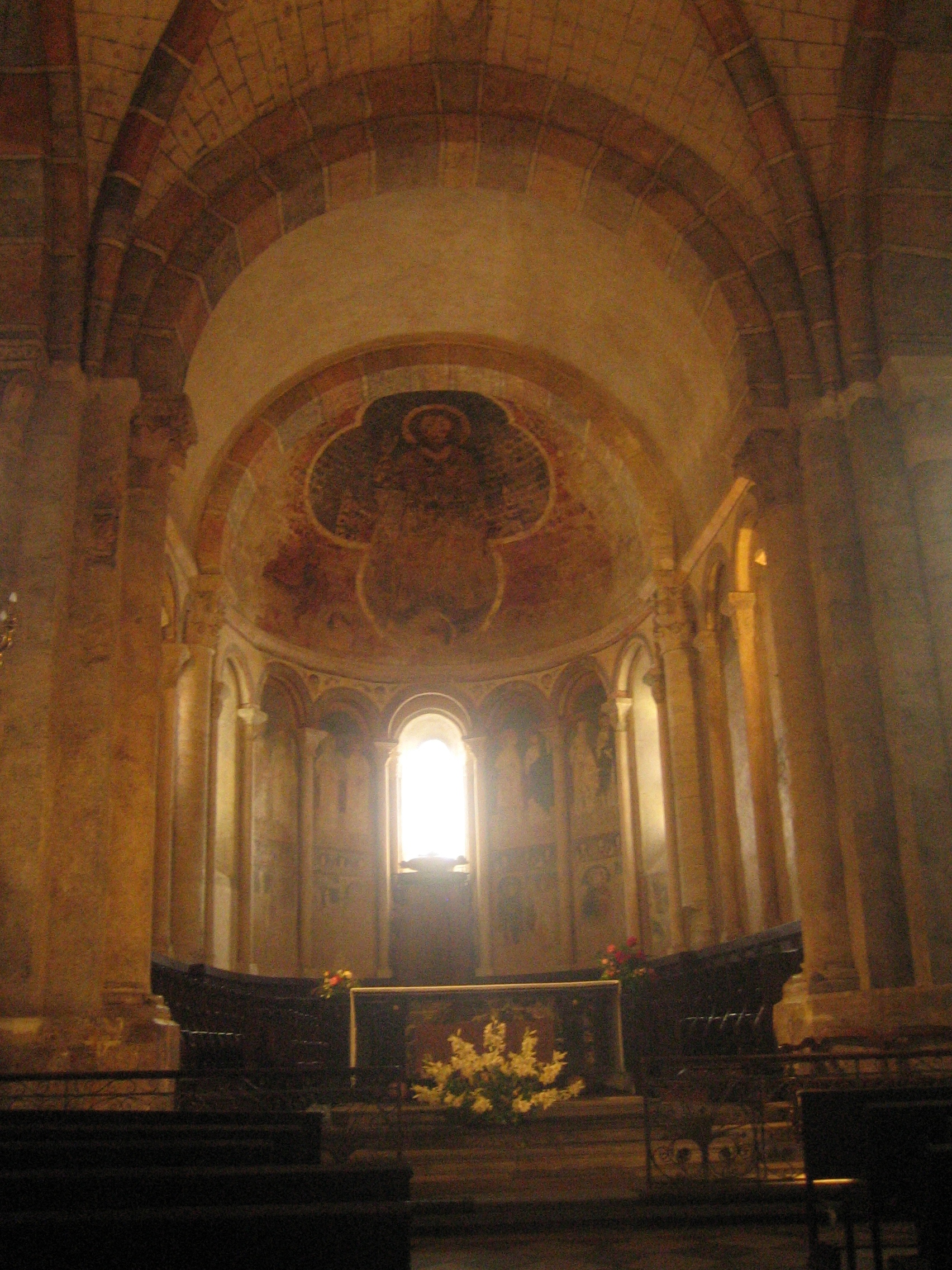
Pintures in situ a la Catedral de Sent Líser de Coserans.

Mestre de Pedret és la denominació que donen els historiadors a un pintor o grup de pintors de murals romànics actiu a Catalunya a principis del segle xii. El nom li ve donat d'una de les seves obres més representatives, l'absis lateral dret de l'església de Sant Quirze de Pedret.

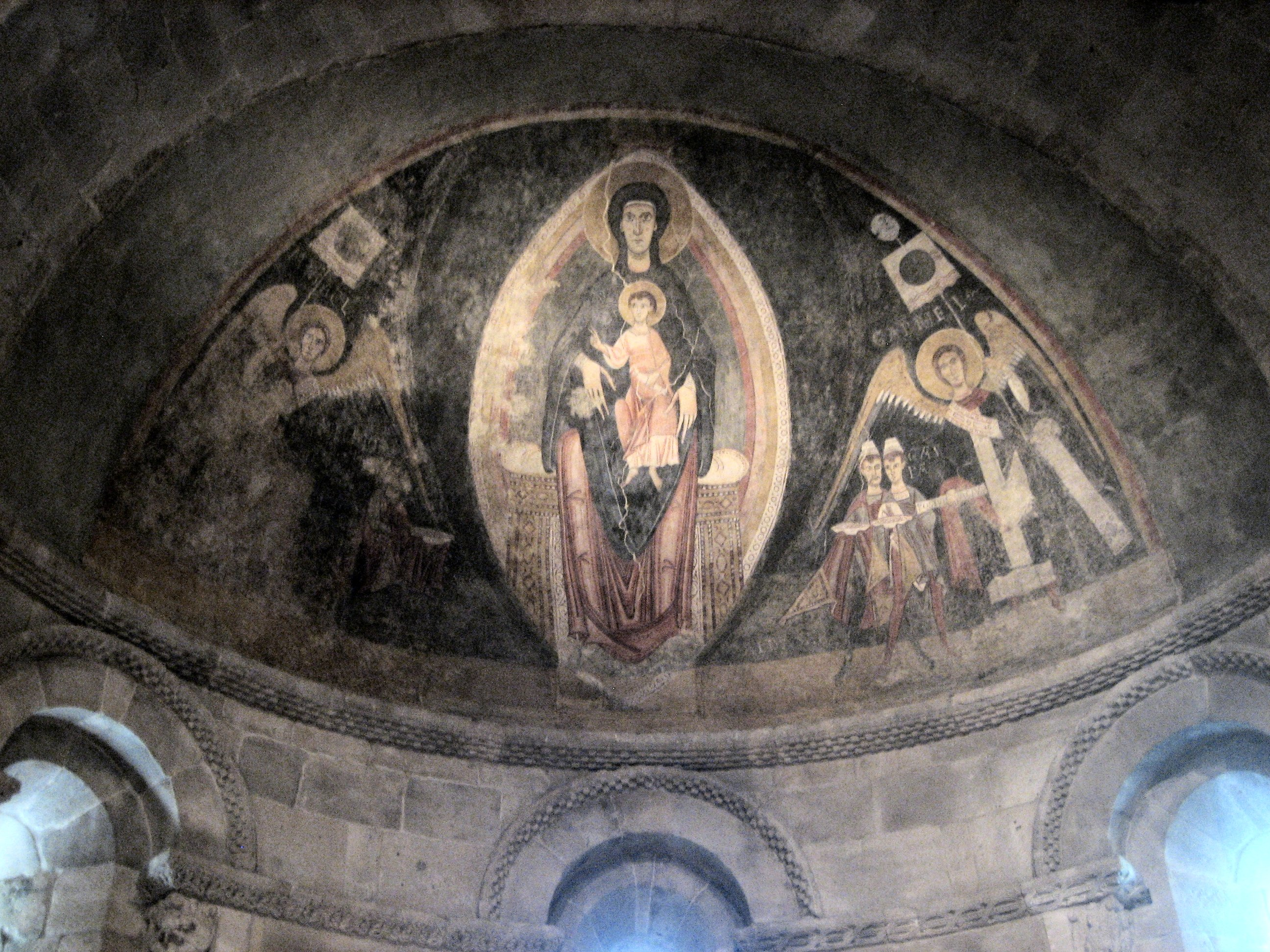
Frescos del mestre de Pedret a l'església de Santa Maria de Cap d'Aran de Tredòs, actualment al museu The Cloisters de Nova York.

Sembla més adient considerar-lo un grup de pintors o taller que no pas una figura individual. El Mestre de Pedret és considerat una figura molt important en el camp de la pintura romànica europea. Les seves obres estan executades en llocs diferents i distants per la qual cosa es pot pensar que viatjava al capdavant d'un equip requerit per a realitzar encàrrecs. Les obres d'aquest mestre i del seu cercle es caracteritzen pel seu classicisme i una forta influència Llombarda, i es daten entre les acaballes del segle xi i els inicis del segle xii. Es troben obres amb un estil similar a Itàlia, més concretament a San Vicenzo a Galiano i a San Pietro a Civate.
Tant el Mestre de Pedret, com el seu cercle i el Mestre de Taüll van fer servir pigments com el cinabri i l'atzurita, no gaire freqüents en aquella època i zona per a realitzar les seves pintures, pel que es pot pensar en l'origen o estança del mestre al nord d'Itàlia. Es tractava d'un pintor que es va moure bastant pels Pirineus i que feia servir materials de bona qualitat, com ho demostra l'estat actual de les seves obres.

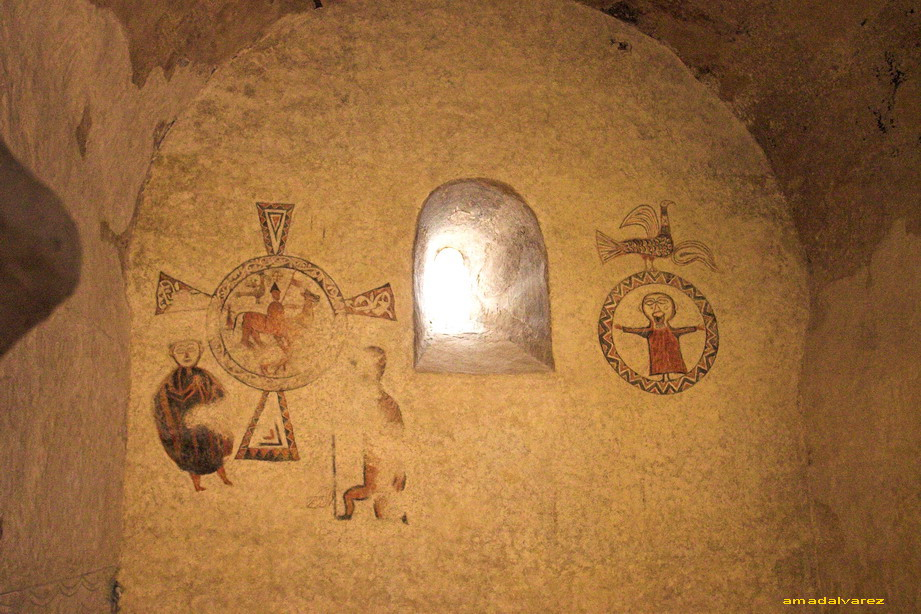
Pintures preromàniques a l'església de Sant Quirze de Pedret.

## Obra
A més de l'església que li va donar el nom, Sant Quirze de Pedret, es conserven restes de les seves obres o del seu cercle a les esglésies de Sant Pere del Burgal, Santa Maria d'Àneu, Sant Serni de Baiasca, Santa Maria de Cap d'Aran de Tredòs i la Col·legiata de Sant Pere d'Àger, totes elles a Lleida. També hi ha una obra seva a la catedral de Sent Líser de Coserans, consagrada el 1117, on encara es pot veure in situ.

### Sant Pere del Burgal
Les pintures trobades a Sant Pere del Burgal han aportat dades sobre la data de la seva execució, cosa que ha servit als estudiosos per saber les dates aproximades en què aquest artista va treballar. Aquestes pintures estan en la part baixa de l'absis on apareix una figura femenina de mida natural amb una inscripció que diu: lucia comitesa, identificada per l'historiador Ainaud com Llúcia de la Marca, esposa de Artau I comte del Pallars Sobirà i germana d'Almodis de la Marca, comtessa de Barcelona. Quan la comtessa Llúcia va quedar vídua va governar les terres del seu difunt marit entre els anys 1081-1090, i entre aquestes terres es trobava Sant Pere del Burgal, pel que es pot situar a l'autor entre aquestes dates.
Les figures d'aquestes pintures són hieràtiques i estan aparellades entre les finestres del mur de l'absis i del presbiteri. En un dels frisos apareix dibuixada la famosa corona fèrria de Llombardia de Monza (ciutat d'Itàlia), símbol del regne llombard, lloc que s'ha interpretat com a lloc d'origen del pintor, no seria estrany donades les coincidències iconogràfiques, tècniques i d'estil amb la regió de Ticino. Els temes versen sobre l'Antic Testament i el Nou Testament. Les pintures tenen un viu i brillant colorit amb pinzellada espontània.

### Obra exposada a museus
- Absis lateral dret de Sant Quirze de Pedret (fragment)- Museu Nacional d'Art de Catalunya, Barcelona
- Absis central de Sant Quirze de Pedret- Museu Diocesà i Comarcal de Solsona, Solsona
- Absis de Santa Maria d'Àneu (fragment)- Cercle de Pedret - Museu Nacional d'Art de Catalunya[7]
- Pintures de Santa Maria de Cap d'Aran- The Cloisters, Nova York.
- Absis de Santa Eulàlia d'Estaon i de Surp- Cercle llunyà de Pedret- Museu Nacional d'Art de Catalunya
- Crucifixió de l'església de Santa Eulàlia d'Estaon- Museu Diocesà de la Seu d'Urgell[8]